# Enebyberg
Enebyberg är en kommundel i Danderyds kommun i Stockholms län. Bebyggelsen är en del av tätorten Stockholm.
Enebyberg, med cirka 5 000 invånare, är ett villasamhälle som till stor del präglas av bebyggelse från första halvan av 1900-talet. Kommundelen gränsar i norr och öster till Täby kommun, i söder till kommundelen Danderyd och i väster till Sjöberg i Sollentuna kommun.

## Historia

### Äldre historia
Eneby by har rötter ända tillbaks till vikingatiden. Byn omnämns i skrift för första gången i ett domsbrev som är daterat den 28 maj 1354. Då fanns tre hushåll i byn, som då låg några hundra meter väster om den nuvarande Enebybergs gård. Under 1500-, 1600- och 1700-talen hörde byn huvudsakligen till Djursholmsgodset, som ägdes av släkten Banér. 
År 1769 förvärvade bryggaren Anders Berg Västergården i Eneby by. Han uppförde den nuvarande huvudbyggnaden vid mitten av 1770-talet. Gården ligger i den västra delen av det nuvarande samhället, intill Rinkebyskogen. Traditionen säger att Anders Berg gav gården sitt nuvarande namn, Enebybergs gård genom att kombinera Eneby med sitt efternamn. Den uppgiften är dock obekräftad. Efterledet ”berg” syftar enligt vissa teorier istället på en numera bortsprängd kulle intill gården. Första gången som gårdsnamnet Enebyberg förekommer är i ett husförhörsprotokoll från 1771.
Genom senare köp kom hela Eneby by att så småningom uppgå i Enebybergs gård. Efter några ägarskiften kom gården 1780 i notarien Thure Liebmans ägo. Han byggde på huvudbyggnaden med en andra våning. År 1787 byggdes flygelbyggnaderna. Även under 1800-talet bytte gården ägare vid flera tillfällen.

### Villasamhället

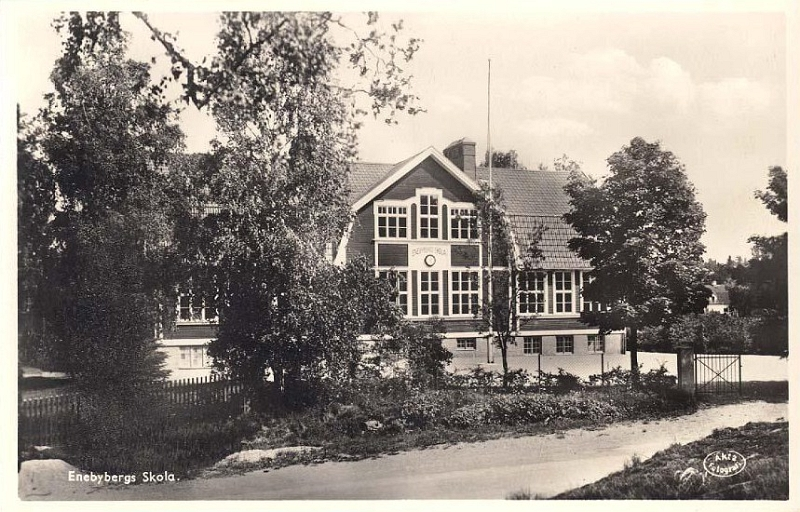
Eneby skola, fotografi från tidigt 1900-tal. Idag är skolan lågstadium

Enebybergs moderna historia börjar 1906, då den dåvarande ägaren av Enebybergs gård, direktör Ernst Kihlberg, började stycka av gårdens ägor mellan Täbyvägen, Gamla Norrtäljevägen och gränsen mot Täby socken. Han planerade en villastad i anslutning till Roslagsbanan. Några årtionden tidigare hade liknande villastadsprojekt etablerats i bland annat de näraliggande områdena Djursholm och Stocksund. Ungefär samtidigt påbörjades även utbyggnaden av Enebybergs grannort Roslags Näsby.
Året därpå, 1907, bildades AB Enebybergs villastad på initiativ av Kihlberg. Därefter inleddes tomtförsäljningen. För att tillhandahålla och försälja byggnadsmaterial direkt på platsen lät bolaget uppföra en såg med hyvel invid Enebybergs gård. År 1909 fick järnvägen (nuvarande Roslagsbanan) en station (egentligen anhalt) i östra delen av samhället. Allt fler tomter såldes och samhället växte.  År 1914 hade bebyggelsen blivit så omfattande att Enebyberg kunde bilda municipalsamhälle.
Utvecklingen kom emellertid att stanna av under första världskriget. En första stadsplan över området upprättades 1921 av kommunala kartbyrån, företrädd av ingenjör Conrad Lundberg. Då bestod villaområdet endast av ett 80-tal villor. Den färdiga stadsplanen från 1923 kom dock att omfatta inte mindre än cirka 550 tomter. 
Inledningsvis koncentrerades villabebyggelsen till det nuvarande samhällets östra delar, utmed järnvägen och mellan den och landsvägen mot Roslagen. Samhället utvidgades under 1930-talet med området väster om Breda vägen i sydvästra Enebyberg. Under 1940-talet hade slutligen alla tomter i samhället blivit bebyggda. 
Ny mark kom därefter inte att exploateras förrän i slutet av 1960-talet. Utvidgningen fortsatte under 1970-talet då rad- och kedjehusområden, bland annat Eneby Gårds-området (kedjehus uppförda av Skanska), samt ett litet affärs- och servicecentrum tillkom i västra Enebyberg.

### Administrativa tillhörigheter
Området var en del av Danderyds socken. Efter kommunreformen 1862 var området en del av Danderyds landskommun. 13 mars 1914 inrättades i landskommunen Enebybergs villastads municipalsamhälle. 1946 ombildades landskommunen till Danderyds köping och därmed upphörde municipalsamhället. 1971 uppgick köpingen i Danderyds kommun, och Enebyberg bildar sedan dess en kommundel i Danderyds kommun
Enebyberg har hört och hör till Danderyds församling.
Området ingick till 1907 i Danderyds skeppslags tingslag, därefter i Södra Roslags domsagas tingslag. Från 1971 till 2007 ingick området i Södra Roslags domsaga och det ingår från 2007 i Attunda domsaga.
Enebyberg utgör en egen postort.

## Bebyggelse

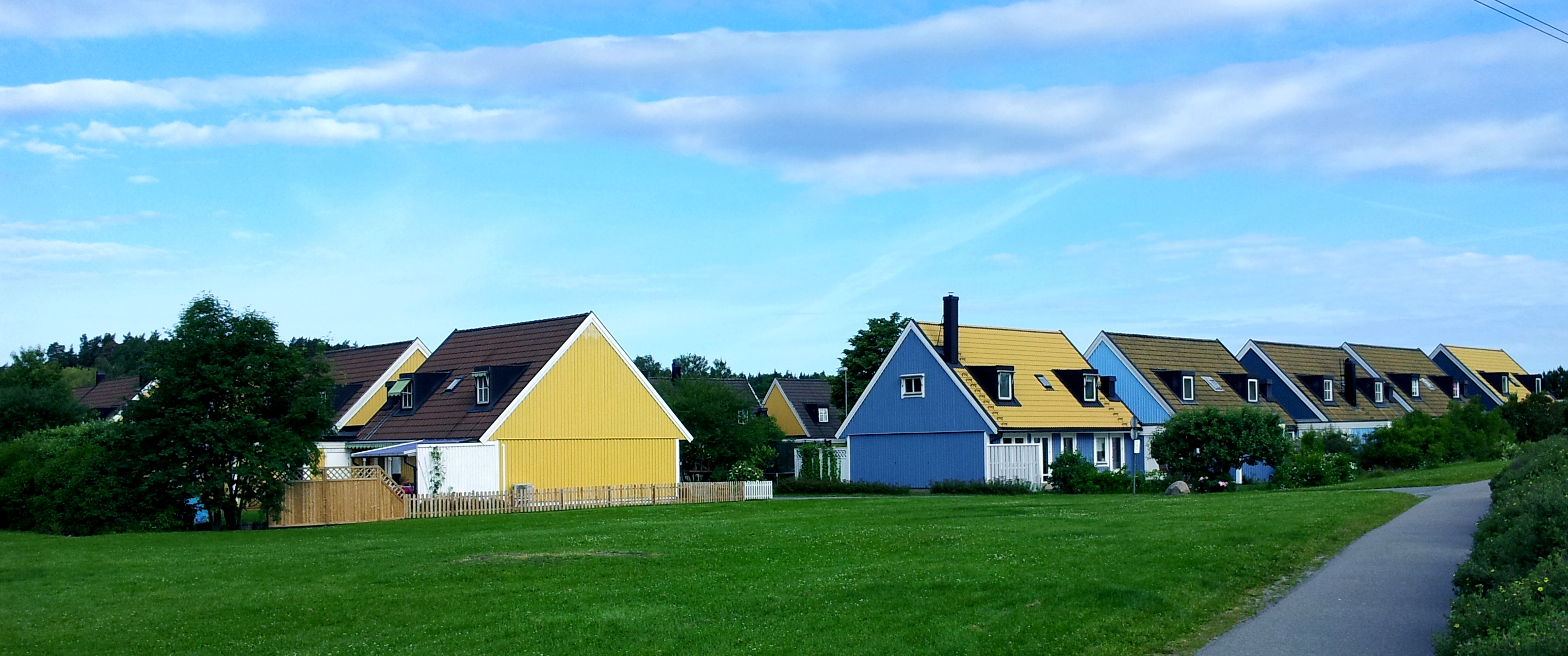
Grupphusområdet Eneby gård ligger på mark som tidigare brukades av Enebybergs gård

Samhället Enebyberg präglas helt av villa- och småhusbebyggelse från olika tidsperioder. I de äldre östra delarna finns mycket kvar av det tidiga 1900-talets villaarkitektur. Det som tidigare var betesängar och sankmarker framför Enebybergs gård uppvisar flera typexempel på radhus- och kedjehus-bebyggelse från 1960- och 1970-talen. Själva gårdsbyggnaden har anor från 1700-talet.
År 1928 byggdes ett bussgarage för Stockholms Läns Omnibus AB. Det förblev huvuddepå för bussarna i de norra förortskommunerna fram till 1970-talet, då SL byggde Täbydepån i Åkerby norr om Täby Centrum. År 2000 sålde SL marken för bostadsbebyggelse. År 2004-2006 uppförde Myresjöhus 18 villor i modern funkisstil på platsen längs Gamla Norrtäljevägen, där det gamla bussgaraget tidigare legat. 
År 2005 revs Folkets Hus på Gethagsvägen, trots att Länsstyrelsen ville att det arkitektoniskt intressanta funkishuset skulle bevaras. Det invigdes på 1930-talet av statsminister Per Albin Hansson. De sista decennierna inhyste byggnaden bl.a. ungdomsgården Bragegården och klassrum åt den intilliggande Brageskolan samt kontor åt Enebybergs rektorsområde. På kort tid fylldes tomten med ett flertal nya villor.
År 2009 påbörjades en utbyggnad av Eneby Torg. Den enda bevarade centrumbyggnaden från 1970-talet inhyser bland annat Enebykyrkan och biblioteket. Planer finns på att utöka bebyggelsen även öster om Enebybergsvägen, med omfattande rivningar längs Bryggare Bergs väg. 
Köpcentrumet Enebyängen byggdes 2010 i den sydligaste delen av Enebyberg. Där finns bl.a. Coop stormarknad, Plantagen, apotek och restauranger. Det planeras även för viss bostadsbebyggelse i området.

## Enebybergs gård
Enebybergs gård stod länge övergivet och förfallet. Byggnaderna var rivningshotade när Danderyds kommun år 1975 beslutade att gården skulle restaureras. 
Idag har huvudbyggnaden med sina två flyglar ett utseende som liknar det omkring år 1800. Den enda ekonomibyggnad som finns kvar är ”Statarlängan”, som tidigare var förfallen men flyttades närmare huvudbyggnaden och restaurerades till privatbostad. 
Gården kan hyras för fester och andra arrangemang. Den är också centrum för hembygdsföreningen Enebybergs Gårds Förening, som bl.a. anordnar midsommarfirande i trädgården.

## Natur och friluftsliv
Enebyberg ligger intill Rinkebyskogen. Från Eneby Torg leder Rosenvägen till Enebybergs gård, och Eneby skogsväg vidare till Rösjön där det finns badbryggor vid en sandstrand. Även grannkommunerna Sollentuna kommun och Täby kommun har närliggande badplatser vid Rösjön. Namnet Rösjön kommer från ett gränsröse på ön Rösjöholmen. När isen har lagt sig plogas en skridskobana på sjön. 
Skogen och ängarna vid Rösjön vårdas aktivt för att bevara en biologisk mångfald. Här kan man få syn på bl.a. älg, rådjur, räv, korp, hackspett, häger, snok och groddjur. Invid Eneby skogsväg, ca 400 m väster om Enebybergs gård, finns en anlagd våtmark och ett vindskydd med grillplats. 
Söder om Enebyberg, vid Rinkeby och inom synhåll från Danderyds kyrka, börjar Roslagsleden. Den fortsätter genom Rinkebyskogen via Enebybergs idrottsplats och Rösjön.
Enebybergs idrottsplats på Arholmavägen erbjuder konstgräsplaner, ishall, tennisanläggning, motionshall, gräsplan, motionsspår och skidspår m.m.

## Kända personer i Enebyberg
- Författaren och artisten Jonas Gardell växte upp i Enebyberg.
- Författaren Stig Dagerman (1923-1954) bodde i Enebyberg vid sin död i ”Villa Solborg” eller ”tornvillan” tillsammans med sin hustru skådespelerskan Anita Björk. Han har fått en park uppkallad efter sig, som ligger där Västerängsvägen möter Skolvägen och kom till på initiativ av bland andra Helge Skoog. 2018 bytte Bäverstigen, där Dagerman bodde, namn till det fyndiga Dagermans stig.
- Skådespelaren Helge Skoog, som är verksam vid Stockholms stadsteater och känd från bland annat Parlamentet och Skrot-Nisse och hans vänner, var under en lång tid bosatt i Enebyberg men flyttade i mitten av 10-talet.
- Kristian Luuk och Carina Berg bodde några år tillsammans i Enebyberg.
- Skådespelerskan Anna Sundqvist var Enebybergsbo i många år.
- Operasångaren Erik Saedén (1924-2009) var enebybergsbo under många år fram till sin död.
- Konstnären Karl Axel Pehrson (1921–2005) var bosatt i Enebyberg fram till sin död.
- Barnboksförfattaren Vilhelm Nordin (1874-1949) som givit namn åt Sagovägen